# Stasera Italia
Stasera Italia è stato un programma televisivo italiano di genere talk show, politico e rotocalco, andato in onda su Rete 4 e in simulcast su TGcom24 dal 9 aprile 2018 al 1º settembre 2024 in access prime time. Inizialmente trasmesso dal lunedì al venerdì fino al 5 gennaio 2024 (ad eccezione della prima edizione, in cui veniva trasmesso fino al sabato), dal 6 gennaio al 1º settembre dello stesso anno veniva trasmesso solo il sabato e la domenica. Dal 9 aprile al 3 agosto 2018 la conduzione è stata affidata dal lunedì al venerdì a Giuseppe Brindisi e Veronica Gentili e il sabato a Marcello Vinonuovo, dal 3 settembre 2018 al 16 giugno 2023 a Barbara Palombelli (sostituita da Giuseppe Brindisi e Veronica Gentili dal 24 dicembre 2018 al 4 gennaio 2019, poi dal 23 dicembre dello stesso anno al 3 gennaio 2020 solo da quest'ultima, da Stefania Cavallaro dal 17 al 20 maggio 2022 e da Alessandra Viero dal 16 al 26 maggio 2023), dal 4 settembre al 22 dicembre 2023 a Nicola Porro, dal 27 al 31 dicembre 2023 a Stefania Cavallaro e dal 2 gennaio al 1º settembre 2024 a Sabrina Scampini (sostituita da Roberto Poletti il 24 e il 25 agosto 2024). Il programma ha avuto sette edizioni e veniva trasmesso in diretta dallo studio 4 (nella prima edizione) e dallo studio 7 e 15 (nella settima edizione) del Centro di produzione Mediaset di Cologno Monzese e dallo studio 1 del Centro Safa Palatino di Roma (dalla seconda alla settima edizione).

## Il programma
Il programma, nato come successore del programma Dalla vostra parte (andato in onda su Rete 4 dal 3 marzo 2015 al 7 aprile 2018 e chiuso poiché era stato accusato di usare toni troppo accesi e di essere faziosa, oltre che legata ad alcune controversie riguardanti la realizzazione dei servizi), è stato curato da Mario Giordano (nel 2018), da Marcello Vinonuovo (nel 2018 e nel 2019), da Barbara Palombelli (dal 2018 al 2023), da Francesco Cutillo (nel 2019), da Alessandro Usai (dal 2019) e da Alessandro Banfi (dal 2019 al 2023). Il programma rispetto al suo predecessore proponeva di usare toni più pacati e di fare un approfondimento più ragionato e accurato della situazione politica, economica e sociale italiana, il tutto con commenti da ospiti in studio e in collegamento. Dal 9 aprile 2018 al 30 settembre 2019 era stato realizzato dal TG4, mentre dal 1º ottobre dello stesso anno al 1º settembre 2024 è stato realizzato dalla testata giornalistica italiana Videonews e trattava le vicende legate all'attualità, alla politica, all'economia e alla società, con l'ausilio di servizi e della presenza di ospiti in studio e in collegamento, pronti ad intervenire sulle varie tematiche. Le repliche del programma andavano in onda dalla terza alla settima edizione, e precisamente dal 17 febbraio 2020 al 2 settembre 2024 su Rete 4 la mattina seguente alla puntata poco prima delle 7:00, e inizialmente andavano in onda di notte.

### Studi televisivi
| Studio televisivo                                              | Edizioni | Edizioni | Edizioni | Edizioni | Edizioni | Edizioni | Edizioni | Totale |
| Studio televisivo                                              | 1ª       | 2ª       | 3ª       | 4ª       | 5ª       | 6ª       | 7ª       | Totale |
| -------------------------------------------------------------- | -------- | -------- | -------- | -------- | -------- | -------- | -------- | ------ |
| Studio 4 del Centro di produzione Mediaset di Cologno Monzese  |          |          |          |          |          |          |          | 1      |
| Studio 1 del Centro Safa Palatino, Roma                        |          |          |          |          |          |          |          | 6      |
| Studio 15 del Centro di produzione Mediaset di Cologno Monzese |          |          |          |          |          |          |          | 1      |
| Studio 7 del Centro di produzione Mediaset di Cologno Monzese  |          |          |          |          |          |          |          | 1      |

## Edizioni
| Edizione           | Edizione | Anno      | Conduzione         | Conduzione         | Periodo           | Periodo           | Puntate    | Puntate  | Regia               | Regia               | Regia                                                         | Studio                                                        | Studio                                                         |
| Edizione           | Edizione | Anno      | Conduzione         | Conduzione         | Inizio            | Fine              | Quotidiane | Speciali | Regia               | Regia               | Regia                                                         | Studio                                                        | Studio                                                         |
| ------------------ | -------- | --------- | ------------------ | ------------------ | ----------------- | ----------------- | ---------- | -------- | ------------------- | ------------------- | ------------------------------------------------------------- | ------------------------------------------------------------- | -------------------------------------------------------------- |
|                    | 1ª       | 2018      | Giuseppe Brindisi  | Veronica Gentili   | 9 aprile 2018     | 3 agosto 2018     | 101        | 6        | Mariavaleria Grandi | Mariavaleria Grandi | Mariavaleria Grandi                                           | Studio 4 del Centro di produzione Mediaset di Cologno Monzese | Studio 4 del Centro di produzione Mediaset di Cologno Monzese  |
| Marcello Vinonuovo | 1ª       | 2018      |                    |                    | 9 aprile 2018     | 3 agosto 2018     | 101        | 6        | Mariavaleria Grandi | Mariavaleria Grandi | Mariavaleria Grandi                                           | Studio 4 del Centro di produzione Mediaset di Cologno Monzese | Studio 4 del Centro di produzione Mediaset di Cologno Monzese  |
|                    | 2ª       | 2018-2019 | Barbara Palombelli | Barbara Palombelli | 3 settembre 2018  | 14 giugno 2019    | 201        | –        | Franco Bianca       | Donato Pisani       | Donato Pisani                                                 | Studio 1 del Centro Safa Palatino, Roma                       | Studio 1 del Centro Safa Palatino, Roma                        |
| Giuseppe Brindisi  | 2ª       | 2018-2019 | Veronica Gentili   |                    | 3 settembre 2018  | 14 giugno 2019    | 201        | –        | Franco Bianca       | Donato Pisani       | Donato Pisani                                                 | Studio 1 del Centro Safa Palatino, Roma                       | Studio 1 del Centro Safa Palatino, Roma                        |
|                    | 3ª       | 2019-2020 | Veronica Gentili   | Barbara Palombelli | 9 settembre 2019  | 5 giugno 2020     | 192        | 12       | Franco Bianca       | Donato Pisani       | Donato Pisani                                                 | Studio 1 del Centro Safa Palatino, Roma                       | Studio 1 del Centro Safa Palatino, Roma                        |
|                    | 4ª       | 2020-2021 | Veronica Gentili   | Barbara Palombelli | 14 settembre 2020 | 18 giugno 2021    | 185        | 29       | Franco Bianca       | Donato Pisani       | Donato Pisani                                                 | Studio 1 del Centro Safa Palatino, Roma                       | Studio 1 del Centro Safa Palatino, Roma                        |
|                    | 5ª       | 2021-2022 | Stefania Cavallaro | Barbara Palombelli | 13 settembre 2021 | 17 giugno 2022    | 188        | 5        | Franco Bianca       | Franco Bianca       | Franco Bianca                                                 | Studio 1 del Centro Safa Palatino, Roma                       | Studio 1 del Centro Safa Palatino, Roma                        |
|                    | 6ª       | 2022-2023 | Alessandra Viero   | Barbara Palombelli | 12 settembre 2022 | 16 giugno 2023    | 186        | –        | Franco Bianca       | Franco Bianca       | Franco Bianca                                                 | Studio 1 del Centro Safa Palatino, Roma                       | Studio 1 del Centro Safa Palatino, Roma                        |
|                    | 7ª       | 2023-2024 | Nicola Porro       | Nicola Porro       | 4 settembre 2023  | 24 giugno 2024    | 147        | –        | Giorgio Bardelli    | Franco Bianca       | Donato Pisani                                                 | Studio 1 del Centro Safa Palatino, Roma                       | Studio 15 del Centro di produzione Mediaset di Cologno Monzese |
| Sabrina Scampini   | 7ª       | 2023-2024 | Stefania Cavallaro | Paolo Riccadonna   | 4 settembre 2023  | 24 giugno 2024    | 147        | –        | Giovanni Barbaro    | Giovanni Barbaro    |                                                               | Studio 1 del Centro Safa Palatino, Roma                       | Studio 15 del Centro di produzione Mediaset di Cologno Monzese |
| Sabrina Scampini   | Estate   | 2024      | Roberto Poletti    | Paolo Riccadonna   | 29 giugno 2024    | 1º settembre 2024 | 20         | 1        | Lorenzo Annunziata  | Lorenzo Annunziata  | Studio 7 del Centro di produzione Mediaset di Cologno Monzese |                                                               | Studio 15 del Centro di produzione Mediaset di Cologno Monzese |

### Prima edizione (2018)
La prima edizione di Stasera Italia, con la conduzione di Giuseppe Brindisi e Veronica Gentili (per le puntate dal lunedì al venerdì) e Marcello Vinonuovo (per le puntate del sabato), è andata in onda dal 9 aprile al 3 agosto 2018, dal lunedì al sabato nella fascia dell'access prime time dalle 20:30 alle 21:20, in diretta dallo studio 4 del Centro di produzione Mediaset di Cologno Monzese. Dal 30 aprile al 12 maggio 2018 il programma era stato preceduto da una breve anteprima intitolata Stasera Italia - Anteprima, andata in onda alle 20:25 circa. Per un periodo tra maggio e giugno 2018, il programma andava in onda anche in contemporanea su TGcom24. Dal 20 al 31 agosto, nel periodo estivo dal lunedì al venerdì, è andato in onda lo spin-off Stasera Italia - Estate con la conduzione di Francesco Vecchi, affiancato da Manuela Boselli dal 20 al 24 agosto e da Francesca Romanelli dal 27 al 31 agosto.
Il 17, il 21, il 23 e il 31 maggio 2018, in prima serata, sono andate in onda quattro puntate speciali dedicate alla crisi di governo e condotte da Giuseppe Brindisi e Veronica Gentili. Il 22 luglio, in access prime time, è andata in onda una puntata speciale dedicata all'aggravamento delle condizioni di salute di Sergio Marchionne e condotta da Giuseppe Brindisi. Il 25 luglio, in prima serata, è andata in onda una puntata speciale dedicata alla morte di Sergio Marchionne, intitolate Stasera Italia Speciale e condotte da Giuseppe Brindisi e Veronica Gentili.

### Seconda edizione (2018-2019)
La seconda edizione di Stasera Italia, con la conduzione di Barbara Palombelli (sostituita da Giuseppe Brindisi e Veronica Gentili dal 24 dicembre 2018 al 4 gennaio 2019), è andata in onda dal 3 settembre 2018 al 14 giugno 2019, dal lunedì al venerdì nella fascia dell'access prime time dalle 20:30 alle 21:20, in diretta dallo studio 1 del Centro Safa Palatino di Roma. Durante l'apertura della puntata del 12 settembre 2018 la conduttrice Barbara Palombelli, tramite un gesto con il telecomando, ha dato il via al cambio del logo di Rete 4. Dalla questa edizione il programma, oltre ad aver cambiato logo, è tornato ad essere preceduto dall'anteprima alle 20:25 circa subito dopo la soap opera tedesca Tempesta d'amore, ma senza un titolo definito. La scenografia e le grafiche erano rimaste invariate rispetto al programma originario, così come il logo di rete che non ha la scritta Mediaset durante il programma ad eccezione di alcune puntate. Dall'8 settembre 2018 al 15 giugno 2019, per ogni sabato e domenica, è andato in onda lo spin-off Stasera Italia - Weekend con la conduzione di Giuseppe Brindisi e Veronica Gentili. Dal 17 giugno al 7 settembre 2019, nel periodo estivo tutti i giorni, è andato in onda lo spin-off Stasera Italia - Estate con la conduzione di Giuseppe Brindisi e Veronica Gentili.

### Terza edizione (2019-2020)
La terza edizione di Stasera Italia, sempre con la conduzione di Barbara Palombelli (sostituita da Veronica Gentili dal 23 dicembre 2019 al 3 gennaio 2020), è andata in onda dal 9 settembre 2019 al 5 giugno 2020, dal lunedì al venerdì nella fascia dell'access prime time dalle 20:30 alle 21:20, in diretta dallo studio 1 del Centro Safa Palatino di Roma. Dal 14 settembre 2019 al 7 giugno 2020, per ogni sabato e domenica, è andato in onda lo spin-off Stasera Italia - Weekend con la conduzione di Giuseppe Brindisi (fino al 27 ottobre 2019) e Veronica Gentili. Dall'8 giugno all'11 settembre 2020, nel periodo estivo dal lunedì al venerdì, è andato in onda lo spin-off Stasera Italia - News e dal 13 giugno al 13 settembre, per ogni sabato e domenica, lo spin-off Stasera Italia - Weekend, entrambi condotti da Veronica Gentili.
Il 27 ottobre 2019, in seconda serata, è andata in onda una puntata speciale dedicata alle elezioni regionali in Umbria, Emilia-Romagna e Calabria, intitolata Stasera Italia Speciale Elezioni e condotte da Giuseppe Brindisi e Veronica Gentili. Dopo quest'ultimo speciale, Giuseppe Brindisi, conduttore della versione weekend ed estiva del programma, ha lasciato il programma, per dedicarsi ad altri progetti all'interno della stessa rete. Il 9, l'11, il 18, il 23, il 30 marzo, l'8, il 15, il 22, il 29 aprile, il 6 e il 13 maggio 2020, in prima serata, sono andate in onda undici puntate speciali dedicate al COVID-19 e alla situazione politica in Italia, intitolate Stasera Italia Speciale e condotta da Barbara Palombelli.

### Quarta edizione (2020-2021)
La quarta edizione di Stasera Italia, sempre con la conduzione di Barbara Palombelli, è andata in onda dal 14 settembre 2020 al 18 giugno 2021, dal lunedì al venerdì nella fascia dell'access prime time dalle 20:30 alle 21:20, in diretta dallo studio 1 del Centro Safa Palatino di Roma. Dal 19 settembre 2020 al 20 giugno 2021, per ogni sabato e domenica, è andato in onda lo spin-off Stasera Italia - Weekend con la conduzione di Veronica Gentili. Dal 18 dicembre 2020 è tornata l'anteprima dal titolo Stasera Italia - Anteprima dove vengono presentati gli ospiti e mostrato il servizio in copertina. Dal 22 al 31 dicembre, durante il periodo natalizio dal lunedì al giovedì, il programma principale è stato sostituito dallo spin-off Stasera Italia - News con la conduzione di Veronica Gentili. Dal 2 al 6 marzo 2021, durante la settimana del Festival di Sanremo da martedì a sabato, il programma principale è stato nuovamente sostituito dallo spin-off Stasera Italia - News con la conduzione di Barbara Palombelli il 2 e il 3 marzo e di Veronica Gentili dal 4 al 6 marzo. Dal 21 giugno al 10 settembre, nel periodo estivo dal lunedì al venerdì, è andato in onda nuovamente lo spin-off Stasera Italia - News e dal 26 giugno al 5 settembre, per ogni sabato e domenica, lo spin-off Stasera Italia - Weekend, entrambi condotti da Veronica Gentili (sostituita da Alessandro Usai il 14 agosto).
Dal 16 al 30 settembre 2020, in prima serata, sono andate in onda tre puntate speciali dedicate alla situazione politica: il 16 (dedicata alla situazione politica in Italia prima del voto e intitolata Stasera Italia Speciale: "Prima del voto"), il 23 (dedicata alla situazione politica in Italia su elezioni e referendum e intitolata Stasera Italia Speciale: "Elezioni e referendum") e il 30 settembre (dedicata alla situazione politica in Italia con Matteo Salvini e intitolata Stasera Italia Speciale: "Matteo Salvini"). Dal 7 al 28 ottobre, l'11, il 18 novembre, dal 2 al 16 dicembre 2020, il 27 gennaio, dal 3 al 24 febbraio e dal 3 al 31 marzo 2021, in prima serata, sono andate in onda diverse puntate speciali dedicate al COVID-19 e alla situazione politica in Italia, tutte condotte da Barbara Palombelli: il 7 (intitolata Stasera Italia Speciale: "COVID-19"), il 14 (intitolata Stasera Italia Speciale: "Paura del virus"), il 21 (intitolata Stasera Italia Speciale: "Rischio lock-down"), il 28 ottobre (intitolata Stasera Italia Speciale: "Virus, crisi e paura"), l'11 (intitolata Stasera Italia Speciale: "In attesa del vaccino"), il 18 novembre (intitolata Stasera Italia Speciale: "Il virus e la guerra dei vaccini"), il 2 (intitolata Stasera Italia Speciale: "Natale 2020 e COVID-19"), il 9 (intitolata Stasera Italia Speciale: "I temi del Fondo Europeo"), il 16 dicembre (intitolata Stasera Italia Speciale: "Il Natale ai tempi del COVID-19"), il 27 gennaio (incentrata sulle dimissioni di Giuseppe Conte e intitolata Stasera Italia Speciale: "Il futuro del Governo italiano"), il 3 (incentrata sull'incarico di governo a Mario Draghi e intitolata Stasera Italia Speciale: "Incarico di Governo a Mario Draghi"), il 10 (incentrata sull'incarico di governo a Mario Draghi e intitolata Stasera Italia Speciale: "Il futuro del Governo italiano"), il 17 (incentrata sull'incarico di governo a Mario Draghi e intitolata Stasera Italia Speciale: "Governo Draghi e pandemia"), il 24 febbraio (intitolata Stasera Italia Speciale: "Pandemia, vaccini, imprese e ristori"), il 3 (intitolata Stasera Italia Speciale: "Pandemia, tasse, burocrazia, ripresa"), il 10 (intitolata Stasera Italia Speciale: "Tante chiusure, pochi ristori"), il 17 (intitolata Stasera Italia Speciale: "Come gestire la pandemia"), il 24 (intitolata Stasera Italia Speciale: "Come tornare alla vita normale") e il 31 marzo 2021 (intitolata Stasera Italia Speciale: "Italia sospesa tra vaccini e restrizioni"). Il 4 novembre, in prima serata, è andata in onda una puntata speciale dedicata elezioni presidenziali negli Stati Uniti d'America e al COVID-19 in Italia, intitolata Stasera Italia Speciale: "Elezioni USA 2020 e rabbia da COVID". Il 25 novembre, in prima serata, è andata in onda una puntata speciale dedicata alla morte di Diego Armando Maradona, intitolata Stasera Italia Speciale: "Diego Armando addio!". Il 18 dicembre, in access prime time, è andata in onda una puntata speciale dedicata alla conferenza stampa di Giuseppe Conte. Il 6 gennaio 2021, in prima serata, è andata in onda una puntata speciale dedicata all'assalto al Campidoglio statunitense, al COVID-19 e alla situazione politica in Italia, intitolata Stasera Italia Speciale: "Assalto alla democrazia statunitense". Il 13 gennaio, in prima serata (anche al COVID-19 e alla situazione politica in Italia) e il 19 gennaio 2021, nelle fasce del preserale e dell'access prime time, sono andate in onda due puntate speciali dedicate alla crisi di governo, intitolate Stasera Italia Speciale: "Crisi di governo". Il giorno successivo, il 20 gennaio, in prima serata, è andata in onda una puntata speciale dedicata all'insediamento del presidente degli Stati Uniti d'America Joe Biden e alla crisi di governo, intitolata Stasera Italia Speciale: "Il Governo Conte tiene" e condotta da Barbara Palombelli.

### Quinta edizione (2021-2022)
La quinta edizione di Stasera Italia, sempre con la conduzione di Barbara Palombelli (sostituita da Stefania Cavallaro dal 17 al 20 maggio 2022), è andata in onda dal 13 settembre 2021 al 17 giugno 2022, dal lunedì al venerdì nella fascia dell'access prime time dalle 20:30 alle 21:20, in diretta dallo studio 1 del Centro Safa Palatino di Roma. Dall'11 settembre 2021 al 3 settembre 2023 la versione weekend, le puntate natalizie e le puntate estive condotte da Veronica Gentili avevano lasciato il posto a Controcorrente, anch'esso condotto da quest'ultima e già andato in onda ogni lunedì in prima serata dal 26 luglio al 30 agosto 2021 per sei puntate. Dal 24 al 28 gennaio 2022, nel preserale, sono andate cinque puntate speciali dedicate all'elezione del Presidente della Repubblica Italiana, intitolate Stasera Italia Quirinale e condotta da Barbara Palombelli.

### Sesta edizione (2022-2023)
La sesta edizione di Stasera Italia, l'ultima con la conduzione di Barbara Palombelli (sostituita da Alessandra Viero dal 16 al 26 maggio 2023), è andata in onda dal 12 settembre 2022 al 16 giugno 2023, dal lunedì al venerdì nella fascia dell'access prime time dalle 20:30 alle 21:20, in diretta dallo studio 1 del Centro Safa Palatino di Roma.

### Settima edizione (2023-2024)
La settima edizione di Stasera Italia, con la conduzione di Nicola Porro (fino al 22 dicembre 2023), da Stefania Cavallaro (dal 27 al 31 dicembre 2023) e di Sabrina Scampini (dal 2 gennaio al 24 giugno 2024), è andata in onda dal 4 settembre 2023 al 24 giugno 2024, dal lunedì al venerdì (fino al 5 gennaio 2024) e solo il sabato e la domenica (dal giorno successivo fino al 23 giugno 2024) nella fascia dell'access prime time dalle 20:30 alle 21:20. Durante la conduzione di Nicola Porro, le puntate del lunedì e del martedì venivano trasmesse in diretta dallo studio 1 del Centro Safa Palatino di Roma, mentre quelle in onda dal mercoledì al venerdì, in alcune occasioni, venivano trasmesse in diretta dallo studio 15 del Centro di produzione Mediaset di Cologno Monzese. Dal 9 settembre al 24 dicembre 2023, per ogni sabato e domenica, è andato in onda lo spin-off Stasera Italia - Weekend con la conduzione di Augusto Minzolini, affiancato da Safiria Leccese dal 16 al 24 settembre e sostituito da Alessandra Viero il 18 novembre. Dal 2 gennaio al 24 giugno 2024, durante la conduzione di Sabrina Scampini, il programma è andato in onda interamente dallo studio 15 del Centro di produzione Mediaset di Cologno Monzese.
Dal 27 dicembre 2023 al 7 gennaio 2024, dopo il ritiro di Nicola Porro, durante le festività natalizie, il programma è andato in onda per tutta la settimana con la conduzione di Stefania Cavallaro dal 27 al 31 dicembre 2023 e di Sabrina Scampini dal 2 al 7 gennaio 2024. Dall'8 gennaio 2024, la versione quotidiana in onda dal lunedì al venerdì, è stata sostituita dal nuovo programma Prima di domani condotto da Bianca Berlinguer e successivamente, dal 13 gennaio al 23 giugno, il programma è andato in onda solamente il sabato e la domenica con la conduzione di Sabrina Scampini. Il 22 gennaio, il 9 febbraio, il 1º, il 19 e il 20 marzo, il 1º aprile e il 20 giugno 2024, sempre con la conduzione di quest'ultima, il programma è andato in onda in sostituzione del programma Prima di domani. Il 24 giugno è andato eccezionalmente in onda, in attesa del nuovo programma 4 di sera, dal giorno successivo con la conduzione di Roberto Poletti e Francesca Barra.
Estate (2024)
L'edizione estiva della settima edizione di Stasera Italia, sempre con la conduzione di Sabrina Scampini (sostituita da Roberto Poletti il 24 e il 25 agosto 2024), è andata in onda dal 29 giugno al 1º settembre 2024, ogni sabato e domenica nella fascia dell'access prime time dalle 20:30 alle 21:20, in diretta dallo studio 7 (fino al 21 luglio 2024) e 15 (dal 27 luglio al 1º settembre 2024) del Centro di produzione Mediaset di Cologno Monzese. Il 25 agosto 2024, in prima serata, è andata in onda una puntata speciale dedicata all'attacco in Medio Oriente tra Libano e Israele di Hezbollah, intitolata Stasera Italia L'attacco, condotta da Roberto Poletti.

## Speciali
| Puntata | Anno | Conduzione         | Conduzione         | Titolo                                                              | Messa in onda     | Argomenti della puntata                                                             | Orario            | Programmazione | Programmazione | Programmazione    | Programmazione                          | Programmazione                                             | Programmazione | Programmazione | Collocazione | Studio                                                        | Ascolti        | Ascolti | Ascolti |
| Puntata | Anno | Conduzione         | Conduzione         | Titolo                                                              | Messa in onda     | Argomenti della puntata                                                             | Orario            | L              | M              | M                 | G                                       | V                                                          | S              | D              | Collocazione | Studio                                                        | Telespettatori | Share   | Fonte   |
| ------- | ---- | ------------------ | ------------------ | ------------------------------------------------------------------- | ----------------- | ----------------------------------------------------------------------------------- | ----------------- | -------------- | -------------- | ----------------- | --------------------------------------- | ---------------------------------------------------------- | -------------- | -------------- | ------------ | ------------------------------------------------------------- | -------------- | ------- | ------- |
| 1       | 2018 | Giuseppe Brindisi  | Veronica Gentili   | Stasera Italia Speciale                                             | 17 maggio 2018    | Crisi di governo                                                                    | 21:20-00:35       |                |                |                   |                                         |                                                            |                |                | Prima serata | Studio 4 del Centro di produzione Mediaset di Cologno Monzese | 682 000        | 3,50%   | [ 28 ]  |
| 2       | 2018 | Giuseppe Brindisi  | Veronica Gentili   | Stasera Italia Speciale                                             | 21 maggio 2018    | Crisi di governo                                                                    | 21:20-00:35       |                |                | 941 000           | 4,90%                                   | [ 29 ]                                                     |                |                | Prima serata | Studio 4 del Centro di produzione Mediaset di Cologno Monzese |                |         |         |
| 3       | 2018 | Giuseppe Brindisi  | Veronica Gentili   | Stasera Italia Speciale                                             | 23 maggio 2018    | Crisi di governo                                                                    | 21:30-23:35       |                |                | 909 000           | 4,00%                                   | [ 30 ]                                                     |                |                | Prima serata | Studio 4 del Centro di produzione Mediaset di Cologno Monzese |                |         |         |
| 4       | 2018 | Giuseppe Brindisi  | Veronica Gentili   | Stasera Italia Speciale                                             | 31 maggio 2018    | Crisi di governo                                                                    | 21:15-23:30       |                |                | 931 000           | 4,21%                                   | [ 31 ]                                                     |                |                | Prima serata | Studio 4 del Centro di produzione Mediaset di Cologno Monzese |                |         |         |
| 5       | 2018 | Giuseppe Brindisi  | Giuseppe Brindisi  | Stasera Italia Speciale                                             | 22 luglio 2018    | Aggravamento condizioni di salute di Sergio Marchionne                              | 20:30-21:25       |                |                | Access prime time | 737 000                                 | 4,40%                                                      | [ 32 ]         |                |              | Studio 4 del Centro di produzione Mediaset di Cologno Monzese |                |         |         |
| 6       | 2018 | Giuseppe Brindisi  | Veronica Gentili   | Stasera Italia Speciale                                             | 25 luglio 2018    | Morte di Sergio Marchionne                                                          | 21:30-22:25       |                |                | Prima serata      | 529 000                                 | 2,78%                                                      | [ 33 ]         |                |              | Studio 4 del Centro di produzione Mediaset di Cologno Monzese |                |         |         |
| 7       | 2019 | Giuseppe Brindisi  | Veronica Gentili   | Stasera Italia Speciale Elezioni                                    | 27 ottobre 2019   | Elezioni regionali (Umbria, Emilia-Romagna e Calabria)                              | 22:30-00:35       |                |                | Seconda serata    | Studio 1 del Centro Safa Palatino, Roma | 640 000                                                    | 4,40%          | [ 34 ]         |              |                                                               |                |         |         |
| 8       | 2020 | Barbara Palombelli | Barbara Palombelli | Stasera Italia Speciale                                             | 9 marzo 2020      | Notizie sul COVID-19 e sulla situazione politica in Italia                          | 21:25-00:10       |                |                | Prima serata      | Studio 1 del Centro Safa Palatino, Roma | 2 342 000                                                  | 8,50%          | [ 35 ]         |              |                                                               |                |         |         |
| 9       | 2020 | Barbara Palombelli | Barbara Palombelli | Stasera Italia Speciale                                             | 11 marzo 2020     | Notizie sul COVID-19 e sulla situazione politica in Italia                          | 21:25-00:10       |                |                | Prima serata      | Studio 1 del Centro Safa Palatino, Roma | 1 637 000                                                  | 5,60%          | [ 36 ]         |              |                                                               |                |         |         |
| 10      | 2020 | Barbara Palombelli | Barbara Palombelli | Stasera Italia Speciale                                             | 18 marzo 2020     | Notizie sul COVID-19 e sulla situazione politica in Italia                          | 21:25-00:10       | 1 658 000      | 6,00%          | Prima serata      | Studio 1 del Centro Safa Palatino, Roma | [ 37 ]                                                     |                |                |              |                                                               |                |         |         |
| 11      | 2020 | Barbara Palombelli | Barbara Palombelli | Stasera Italia Speciale                                             | 23 marzo 2020     | Notizie sul COVID-19 e sulla situazione politica in Italia                          | 21:25-00:10       |                | 6,00%          | Prima serata      | Studio 1 del Centro Safa Palatino, Roma |                                                            | 1 179 000      | [ 38 ]         |              |                                                               |                |         |         |
| 12      | 2020 | Barbara Palombelli | Barbara Palombelli | Stasera Italia Speciale                                             | 30 marzo 2020     | Notizie sul COVID-19 e sulla situazione politica in Italia                          | 21:25-00:10       | 1 342 000      | 4,40%          | Prima serata      | Studio 1 del Centro Safa Palatino, Roma | [ 39 ]                                                     |                |                |              |                                                               |                |         |         |
| 13      | 2020 | Barbara Palombelli | Barbara Palombelli | Stasera Italia Speciale                                             | 8 aprile 2020     | Notizie sul COVID-19 e sulla situazione politica in Italia                          | 21:25-00:10       |                |                | Prima serata      | Studio 1 del Centro Safa Palatino, Roma | 1 004 000                                                  | 3,55%          | [ 40 ]         |              |                                                               |                |         |         |
| 14      | 2020 | Barbara Palombelli | Barbara Palombelli | Stasera Italia Speciale                                             | 15 aprile 2020    | Notizie sul COVID-19 e sulla situazione politica in Italia                          | 21:25-00:10       | 1 134 000      | 4,00%          | Prima serata      | Studio 1 del Centro Safa Palatino, Roma | [ 41 ]                                                     |                |                |              |                                                               |                |         |         |
| 15      | 2020 | Barbara Palombelli | Barbara Palombelli | Stasera Italia Speciale                                             | 22 aprile 2020    | Notizie sul COVID-19 e sulla situazione politica in Italia                          | 21:25-00:10       | 1 067 000      | 3,80%          | Prima serata      | Studio 1 del Centro Safa Palatino, Roma | [ 42 ]                                                     |                |                |              |                                                               |                |         |         |
| 16      | 2020 | Barbara Palombelli | Barbara Palombelli | Stasera Italia Speciale                                             | 29 aprile 2020    | Notizie sul COVID-19 e sulla situazione politica in Italia                          | 21:25-00:10       | 1 382 000      | 5,10%          | Prima serata      | Studio 1 del Centro Safa Palatino, Roma | [ 43 ]                                                     |                |                |              |                                                               |                |         |         |
| 17      | 2020 | Barbara Palombelli | Barbara Palombelli | Stasera Italia Speciale                                             | 6 maggio 2020     | Notizie sul COVID-19 e sulla situazione politica in Italia                          | 21:25-00:10       | 1 164 000      | 4,50%          | Prima serata      | Studio 1 del Centro Safa Palatino, Roma | [ 44 ]                                                     |                |                |              |                                                               |                |         |         |
| 18      | 2020 | Barbara Palombelli | Barbara Palombelli | Stasera Italia Speciale                                             | 13 maggio 2020    | Notizie sul COVID-19 e sulla situazione politica in Italia                          | 21:25-00:10       | 1 346 000      | 4,10%          | Prima serata      | Studio 1 del Centro Safa Palatino, Roma | [ 45 ]                                                     |                |                |              |                                                               |                |         |         |
| 19      | 2020 | Barbara Palombelli | Barbara Palombelli | Stasera Italia Speciale: "Prima del voto"                           | 16 settembre 2020 | Situazione politica in Italia prima del voto                                        | 21:25-00:10       | 640 000        | 3,06%          | Prima serata      | Studio 1 del Centro Safa Palatino, Roma | [ 46 ]                                                     |                |                |              |                                                               |                |         |         |
| 20      | 2020 | Barbara Palombelli | Barbara Palombelli | Stasera Italia Speciale: "Elezioni e referendum"                    | 23 settembre 2020 | Situazione politica in Italia su elezioni e referendum                              | 21:25-00:10       | 745 000        | 3,40%          | Prima serata      | Studio 1 del Centro Safa Palatino, Roma | [ 47 ]                                                     |                |                |              |                                                               |                |         |         |
| 21      | 2020 | Barbara Palombelli | Barbara Palombelli | Stasera Italia Speciale: "Matteo Salvini"                           | 30 settembre 2020 | Situazione politica in Italia con Matteo Salvini                                    | 21:25-00:10       | 1 017 000      | 4,50%          | Prima serata      | Studio 1 del Centro Safa Palatino, Roma | [ 48 ]                                                     |                |                |              |                                                               |                |         |         |
| 22      | 2020 | Barbara Palombelli | Barbara Palombelli | Stasera Italia Speciale: "COVID-19"                                 | 7 ottobre 2020    | Notizie sul COVID-19 e sulla situazione politica in Italia                          | 21:25-00:10       | 1 135 000      | 4,90%          | Prima serata      | Studio 1 del Centro Safa Palatino, Roma | [ 49 ]                                                     |                |                |              |                                                               |                |         |         |
| 23      | 2020 | Barbara Palombelli | Barbara Palombelli | Stasera Italia Speciale: "Paura del virus"                          | 14 ottobre 2020   | Notizie sul COVID-19 e sulla situazione politica in Italia                          | 21:25-00:10       | 903 000        | 4,20%          | Prima serata      | Studio 1 del Centro Safa Palatino, Roma | [ 50 ]                                                     |                |                |              |                                                               |                |         |         |
| 24      | 2020 | Barbara Palombelli | Barbara Palombelli | Stasera Italia Speciale: "Rischio lock-down"                        | 21 ottobre 2020   | Notizie sul COVID-19 e sulla situazione politica in Italia                          | 21:25-00:10       | 1 026 000      | 4,70%          | Prima serata      | Studio 1 del Centro Safa Palatino, Roma | [ 51 ]                                                     |                |                |              |                                                               |                |         |         |
| 25      | 2020 | Barbara Palombelli | Barbara Palombelli | Stasera Italia Speciale: "Virus, crisi e paura"                     | 28 ottobre 2020   | Notizie sul COVID-19 e sulla situazione politica in Italia                          | 21:25-00:10       | 965 000        | 4,30%          | Prima serata      | Studio 1 del Centro Safa Palatino, Roma | [ 52 ]                                                     |                |                |              |                                                               |                |         |         |
| 25      | 2020 | Barbara Palombelli | Barbara Palombelli | Stasera Italia Speciale: "Elezioni USA 2020 e rabbia da COVID"      | 4 novembre 2020   | Elezioni presidenziali negli Stati Uniti d'America e notizie sul COVID-19 in Italia | 21:25-00:10       | 904 000        | 4,00%          | Prima serata      | Studio 1 del Centro Safa Palatino, Roma | [ 53 ]                                                     |                |                |              |                                                               |                |         |         |
| 25      | 2020 | Barbara Palombelli | Barbara Palombelli | Stasera Italia Speciale: "Elezioni USA 2020 e rabbia da COVID"      | 4 novembre 2020   | Notizie sul COVID-19 e sulla situazione politica in Italia                          | 21:25-00:10       | 904 000        | 4,00%          | Prima serata      | Studio 1 del Centro Safa Palatino, Roma | [ 53 ]                                                     |                |                |              |                                                               |                |         |         |
| 27      | 2020 | Barbara Palombelli | Barbara Palombelli | Stasera Italia Speciale: "In attesa del vaccino"                    | 11 novembre 2020  | 886 000                                                                             | 21:25-00:10       | 4,10%          | [ 54 ]         | Prima serata      | Studio 1 del Centro Safa Palatino, Roma |                                                            |                |                |              |                                                               |                |         |         |
| 28      | 2020 | Barbara Palombelli | Barbara Palombelli | Stasera Italia Speciale: "Il virus e la guerra dei vaccini"         | 18 novembre 2020  | 770 000                                                                             | 21:25-00:10       | 3,40%          | [ 55 ]         | Prima serata      | Studio 1 del Centro Safa Palatino, Roma |                                                            |                |                |              |                                                               |                |         |         |
| 29      | 2020 | Barbara Palombelli | Barbara Palombelli | Stasera Italia Speciale: "Diego Armando addio!"                     | 25 novembre 2020  | 805 000                                                                             | 21:25-00:10       | 3,50%          | [ 56 ]         | Prima serata      | Studio 1 del Centro Safa Palatino, Roma |                                                            |                |                |              |                                                               |                |         |         |
| 29      | 2020 | Barbara Palombelli | Barbara Palombelli | Stasera Italia Speciale: "Diego Armando addio!"                     | 25 novembre 2020  | 805 000                                                                             | 21:25-00:10       | 3,50%          | [ 56 ]         | Prima serata      | Studio 1 del Centro Safa Palatino, Roma | Morte di Diego Armando Maradona                            |                |                |              |                                                               |                |         |         |
| 30      | 2020 | Barbara Palombelli | Barbara Palombelli | Stasera Italia Speciale: "Natale 2020 e COVID-19"                   | 2 dicembre 2020   | Notizie sul COVID-19 e sulla situazione politica in Italia                          | 21:25-00:10       | 1 126 000      | 5,00%          | Prima serata      | Studio 1 del Centro Safa Palatino, Roma | [ 57 ]                                                     |                |                |              |                                                               |                |         |         |
| 31      | 2020 | Barbara Palombelli | Barbara Palombelli | Stasera Italia Speciale: "I temi del Fondo Europeo"                 | 9 dicembre 2020   | Notizie sul COVID-19 e sulla situazione politica in Italia                          | 21:25-00:10       | 942 000        | 4,10%          | Prima serata      | Studio 1 del Centro Safa Palatino, Roma | [ 58 ]                                                     |                |                |              |                                                               |                |         |         |
| 32      | 2020 | Barbara Palombelli | Barbara Palombelli | Stasera Italia Speciale: "Il Natale ai tempi del COVID-19"          | 16 dicembre 2020  | Notizie sul COVID-19 e sulla situazione politica in Italia                          | 21:25-00:10       | 1 343 000      | 5,10%          | Prima serata      | Studio 1 del Centro Safa Palatino, Roma | [ 59 ]                                                     |                |                |              |                                                               |                |         |         |
| 33      | 2020 | Barbara Palombelli | Barbara Palombelli | Stasera Italia                                                      | 18 dicembre 2020  | Conferenza stampa di Giuseppe Conte                                                 | 20:05-22:30       |                |                | Access prime time | Studio 1 del Centro Safa Palatino, Roma | 1 510 000                                                  | 5,73%          | [ 60 ]         |              |                                                               |                |         |         |
| 34      | 2021 | Barbara Palombelli | Barbara Palombelli | Stasera Italia Speciale: "Assalto alla democrazia statunitense"     | 6 gennaio 2021    | Notizie sull'assalto al Campidoglio statunitense                                    | 21:25-00:10       |                |                | Prima serata      | Studio 1 del Centro Safa Palatino, Roma | 860 000                                                    | 4,10%          | [ 61 ]         |              |                                                               |                |         |         |
| 34      | 2021 | Barbara Palombelli | Barbara Palombelli | Stasera Italia Speciale: "Assalto alla democrazia statunitense"     | 6 gennaio 2021    | Notizie sul COVID-19 e sulla situazione politica in Italia                          | 21:25-00:10       |                |                | Prima serata      | Studio 1 del Centro Safa Palatino, Roma | 860 000                                                    | 4,10%          | [ 61 ]         |              |                                                               |                |         |         |
| 35      | 2021 | Barbara Palombelli | Barbara Palombelli | Stasera Italia Speciale: "Crisi di governo"                         | 13 gennaio 2021   | 1 057 000                                                                           | 21:25-00:10       | 4,60%          | [ 62 ]         | Prima serata      | Studio 1 del Centro Safa Palatino, Roma |                                                            |                |                |              |                                                               |                |         |         |
| 35      | 2021 | Barbara Palombelli | Barbara Palombelli | Stasera Italia Speciale: "Crisi di governo"                         | 13 gennaio 2021   | 1 057 000                                                                           | 21:25-00:10       | 4,60%          | [ 62 ]         | Prima serata      | Studio 1 del Centro Safa Palatino, Roma | Crisi di governo                                           |                |                |              |                                                               |                |         |         |
| 36      | 2021 | Barbara Palombelli | Barbara Palombelli | Stasera Italia Speciale: "Crisi di governo"                         | 19 gennaio 2021   | 19:40-21:20                                                                         |                   |                | Preserale      | 1 382 000         | Studio 1 del Centro Safa Palatino, Roma | 5,00%                                                      | [ 63 ]         |                |              |                                                               |                |         |         |
| 36      | 2021 | Barbara Palombelli | Barbara Palombelli | Stasera Italia Speciale: "Crisi di governo"                         | 19 gennaio 2021   | 19:40-21:20                                                                         | Access prime time |                |                | 1 382 000         | Studio 1 del Centro Safa Palatino, Roma | 5,00%                                                      | [ 63 ]         |                |              |                                                               |                |         |         |
| 37      | 2021 | Barbara Palombelli | Barbara Palombelli | Stasera Italia Speciale: "Il Governo Conte tiene"                   | 20 gennaio 2021   | Insediamento del Presidente degli Stati Uniti d'America Joe Biden                   | 21:25-00:10       |                |                | Prima serata      | Studio 1 del Centro Safa Palatino, Roma | 798 000                                                    | 3,40%          | [ 64 ]         |              |                                                               |                |         |         |
| 37      | 2021 | Barbara Palombelli | Barbara Palombelli | Stasera Italia Speciale: "Il Governo Conte tiene"                   | 20 gennaio 2021   | Crisi di governo                                                                    | 21:25-00:10       |                |                | Prima serata      | Studio 1 del Centro Safa Palatino, Roma | 798 000                                                    | 3,40%          | [ 64 ]         |              |                                                               |                |         |         |
| 37      | 2021 | Barbara Palombelli | Barbara Palombelli | Stasera Italia Speciale: "Il Governo Conte tiene"                   | 20 gennaio 2021   | Notizie sul COVID-19 e sulla situazione politica in Italia                          | 21:25-00:10       |                |                | Prima serata      | Studio 1 del Centro Safa Palatino, Roma | 798 000                                                    | 3,40%          | [ 64 ]         |              |                                                               |                |         |         |
| 38      | 2021 | Barbara Palombelli | Barbara Palombelli | Stasera Italia Speciale: "Il futuro del Governo italiano"           | 27 gennaio 2021   | 779 000                                                                             | 21:25-00:10       | 3,40%          | [ 65 ]         | Prima serata      | Studio 1 del Centro Safa Palatino, Roma |                                                            |                |                |              |                                                               |                |         |         |
| 38      | 2021 | Barbara Palombelli | Barbara Palombelli | Stasera Italia Speciale: "Il futuro del Governo italiano"           | 27 gennaio 2021   | 779 000                                                                             | 21:25-00:10       | 3,40%          | [ 65 ]         | Prima serata      | Studio 1 del Centro Safa Palatino, Roma | Notizie sulle dimissioni di Giuseppe Conte                 |                |                |              |                                                               |                |         |         |
| 39      | 2021 | Barbara Palombelli | Barbara Palombelli | Stasera Italia Speciale: "Incarico di Governo a Mario Draghi"       | 3 febbraio 2021   | Notizie sull'incarico di governo a Mario Draghi                                     | 21:25-00:10       | 875 000        | 3,90%          | Prima serata      | Studio 1 del Centro Safa Palatino, Roma | [ 66 ]                                                     |                |                |              |                                                               |                |         |         |
| 39      | 2021 | Barbara Palombelli | Barbara Palombelli | Stasera Italia Speciale: "Incarico di Governo a Mario Draghi"       | 3 febbraio 2021   | Notizie sul COVID-19 e sulla situazione politica in Italia                          | 21:25-00:10       | 875 000        | 3,90%          | Prima serata      | Studio 1 del Centro Safa Palatino, Roma | [ 66 ]                                                     |                |                |              |                                                               |                |         |         |
| 40      | 2021 | Barbara Palombelli | Barbara Palombelli | Stasera Italia Speciale: "Il futuro del Governo italiano"           | 10 febbraio 2021  | 872 000                                                                             | 21:25-00:10       | 3,80%          | [ 67 ]         | Prima serata      | Studio 1 del Centro Safa Palatino, Roma |                                                            |                |                |              |                                                               |                |         |         |
| 40      | 2021 | Barbara Palombelli | Barbara Palombelli | Stasera Italia Speciale: "Il futuro del Governo italiano"           | 10 febbraio 2021  | 872 000                                                                             | 21:25-00:10       | 3,80%          | [ 67 ]         | Prima serata      | Studio 1 del Centro Safa Palatino, Roma | Notizie sull'incarico di governo a Mario Draghi            |                |                |              |                                                               |                |         |         |
| 41      | 2021 | Barbara Palombelli | Barbara Palombelli | Stasera Italia Speciale: "Governo Draghi e pandemia"                | 17 febbraio 2021  | 652 000                                                                             | 21:25-00:10       | 2,90%          | [ 68 ]         | Prima serata      | Studio 1 del Centro Safa Palatino, Roma |                                                            |                |                |              |                                                               |                |         |         |
| 41      | 2021 | Barbara Palombelli | Barbara Palombelli | Stasera Italia Speciale: "Governo Draghi e pandemia"                | 17 febbraio 2021  | 652 000                                                                             | 21:25-00:10       | 2,90%          | [ 68 ]         | Prima serata      | Studio 1 del Centro Safa Palatino, Roma | Notizie sul COVID-19 e sulla situazione politica in Italia |                |                |              |                                                               |                |         |         |
| 42      | 2021 | Barbara Palombelli | Barbara Palombelli | Stasera Italia Speciale: "Pandemia, vaccini, imprese e ristori"     | 24 febbraio 2021  | 769 000                                                                             | 21:25-00:10       | 3,40%          | [ 69 ]         | Prima serata      | Studio 1 del Centro Safa Palatino, Roma |                                                            |                |                |              |                                                               |                |         |         |
| 43      | 2021 | Barbara Palombelli | Barbara Palombelli | Stasera Italia Speciale: "Pandemia, tasse, burocrazia, ripresa"     | 3 marzo 2021      | 529 000                                                                             | 21:25-00:10       | 2,13%          | [ 70 ]         | Prima serata      | Studio 1 del Centro Safa Palatino, Roma |                                                            |                |                |              |                                                               |                |         |         |
| 44      | 2021 | Barbara Palombelli | Barbara Palombelli | Stasera Italia Speciale: "Tante chiusure, pochi ristori"            | 10 marzo 2021     | 611 000                                                                             | 21:25-00:10       | 2,70%          | [ 71 ]         | Prima serata      | Studio 1 del Centro Safa Palatino, Roma |                                                            |                |                |              |                                                               |                |         |         |
| 45      | 2021 | Barbara Palombelli | Barbara Palombelli | Stasera Italia Speciale: "Come gestire la pandemia"                 | 17 marzo 2021     | 831 000                                                                             | 21:25-00:10       | 3,60%          | [ 72 ]         | Prima serata      | Studio 1 del Centro Safa Palatino, Roma |                                                            |                |                |              |                                                               |                |         |         |
| 46      | 2021 | Barbara Palombelli | Barbara Palombelli | Stasera Italia Speciale: "Come tornare alla vita normale"           | 24 marzo 2021     | 671 000                                                                             | 21:25-00:10       | 2,90%          | [ 73 ]         | Prima serata      | Studio 1 del Centro Safa Palatino, Roma |                                                            |                |                |              |                                                               |                |         |         |
| 47      | 2021 | Barbara Palombelli | Barbara Palombelli | Stasera Italia Speciale: "Italia sospesa tra vaccini e restrizioni" | 31 marzo 2021     | 599 000                                                                             | 21:25-00:10       | 2,60%          | [ 74 ]         | Prima serata      | Studio 1 del Centro Safa Palatino, Roma |                                                            |                |                |              |                                                               |                |         |         |
| 48      | 2022 | Barbara Palombelli | Barbara Palombelli | Stasera Italia Quirinale                                            | 24 gennaio 2022   | Elezione del Presidente della Repubblica Italiana                                   | 19:50-20:25       |                |                | Preserale         | Studio 1 del Centro Safa Palatino, Roma | 562 000                                                    | 2,30%          | [ 75 ]         |              |                                                               |                |         |         |
| 49      | 2022 | Barbara Palombelli | Barbara Palombelli | Stasera Italia Quirinale                                            | 25 gennaio 2022   | Elezione del Presidente della Repubblica Italiana                                   | 19:50-20:25       |                |                | Preserale         | Studio 1 del Centro Safa Palatino, Roma | 619 000                                                    | 2,70%          | [ 76 ]         |              |                                                               |                |         |         |
| 50      | 2022 | Barbara Palombelli | Barbara Palombelli | Stasera Italia Quirinale                                            | 26 gennaio 2022   | Elezione del Presidente della Repubblica Italiana                                   | 19:50-20:25       |                |                | Preserale         | Studio 1 del Centro Safa Palatino, Roma | 524 000                                                    | 2,30%          | [ 77 ]         |              |                                                               |                |         |         |
| 51      | 2022 | Barbara Palombelli | Barbara Palombelli | Stasera Italia Quirinale                                            | 27 gennaio 2022   | Elezione del Presidente della Repubblica Italiana                                   | 19:50-20:25       |                |                | Preserale         | Studio 1 del Centro Safa Palatino, Roma | 498 000                                                    | 2,10%          | [ 78 ]         |              |                                                               |                |         |         |
| 52      | 2022 | Barbara Palombelli | Barbara Palombelli | Stasera Italia Quirinale                                            | 28 gennaio 2022   | Elezione del Presidente della Repubblica Italiana                                   | 19:50-20:25       |                |                | Preserale         | Studio 1 del Centro Safa Palatino, Roma | 520 000                                                    | 2,30%          | [ 79 ]         |              |                                                               |                |         |         |
| 53      | 2024 | Roberto Poletti    | Roberto Poletti    | Stasera Italia L'attacco                                            | 25 agosto 2024    | Attacco in Medio Oriente tra Libano e Israele di Hezbollah                          | 21:25-23:15       |                |                | Prima serata      | Studio 1 del Centro Safa Palatino, Roma | 450 000                                                    | 3,60%          | [ 80 ]         |              |                                                               |                |         |         |

## Audience
| Edizione | Edizione | Rete televisiva | Rete televisiva | Anno      | Stagione         | Orario      | Durata | Programmazione | Programmazione | Programmazione | Programmazione | Programmazione | Programmazione | Programmazione | Collocazione      | Media auditel  | Media auditel |
| Edizione | Edizione | Locale          | Simulcast       | Anno      | Stagione         | Orario      | Durata | L              | M              | M              | G              | V              | S              | D              | Collocazione      | Telespettatori | Share         |
| -------- | -------- | --------------- | --------------- | --------- | ---------------- | ----------- | ------ | -------------- | -------------- | -------------- | -------------- | -------------- | -------------- | -------------- | ----------------- | -------------- | ------------- |
|          | 1ª       | Rete 4          | TGcom24         | 2018      | primavera-estate | 20:30-21:20 | 50 min |                |                |                |                |                |                |                | Access prime time | 962 000        | 4,50%         |
|          | 2ª       | Rete 4          | TGcom24         | 2018-2019 | estate-primavera | 20:30-21:20 | 50 min |                | 1 059 000      | 4,40%          |                |                |                |                | Access prime time |                |               |
|          | 3ª       | Rete 4          | TGcom24         | 2019-2020 | estate-primavera | 20:30-21:20 | 50 min | 1 216 000      | 4,94%          |                |                |                |                |                | Access prime time |                |               |
|          | 4ª       | Rete 4          | TGcom24         | 2020-2021 | estate-primavera | 20:30-21:20 | 50 min | 1 170 000      | 5,64%          |                |                |                |                |                | Access prime time |                |               |
|          | 5ª       | Rete 4          | TGcom24         | 2021-2022 | estate-primavera | 20:30-21:20 | 50 min | 1 053 000      | 5,80%          |                |                |                |                |                | Access prime time |                |               |
|          | 6ª       | Rete 4          | TGcom24         | 2022-2023 | estate-primavera | 20:30-21:20 | 50 min | 1 088 000      | 5,45%          |                |                |                |                |                | Access prime time |                |               |
|          | 7ª       | Rete 4          | TGcom24         | 2023-2024 | estate-estate    | 20:30-21:20 | 50 min |                |                | 642 000        | 4,28%          |                |                |                | Access prime time |                |               |
| Estate   | 2024     | Rete 4          | TGcom24         | estate    |                  | 20:30-21:20 | 50 min |                |                |                |                | 638 000        | 3,54%          |                | Access prime time |                |               |

## Sigla
La sigla utilizzata nella prima edizione è stata Take Flight di Lindsey Stirling. Dalla seconda alla quarta edizione, dal lunedì al venerdì e in alcune puntate speciali con la conduzione di Barbara Palombelli, la sigla è stata una cover di The Lion Sleeps Tonight dei The Tokens. Dalla quinta alla settima edizione la sigla è stata un altro jingle creato appositamente per il programma (diverso dal precedente).

## Rubriche
Nella primavera 2021 alla fine del programma è andata in onda una mini rubrica dal titolo Stasera #lepiùbellefrasidiosho, in cui veniva mostrata un'immagine satirica proveniente dalla pagina Facebook Le più belle frasi di Osho. Quest'ultima rubrica era ritornata anche nella stagione 2022-2023.

## Spin-off
- Stasera Italia - Estate, spin-off estivo di Stasera Italia andato in onda su Rete 4 e in simulcast su TGcom24 in access prime time dal 20 agosto 2018 al 7 settembre 2019, condotto dal 20 al 31 agosto 2018 da Francesco Vecchi, affiancato da Manuela Boselli (dal 20 al 24 agosto 2018) e da Francesca Romanelli (dal 27 al 31 agosto 2018), mentre dal 17 giugno al 7 settembre 2019 la conduzione era passata a Giuseppe Brindisi e Veronica Gentili.
- Stasera Italia - Weekend, spin-off di Stasera Italia andato in onda su Rete 4 e in simulcast su TGcom24 in access prime time dall'8 settembre 2018 al 5 settembre 2021 e dal 9 settembre al 24 dicembre 2023, ogni sabato e domenica, condotto da Giuseppe Brindisi e Veronica Gentili dall'8 settembre 2018 al 27 ottobre 2019, poi solo da quest'ultima dal 2 novembre dello stesso anno al 5 settembre 2021 (sostituita da Alessandro Usai il 14 agosto 2021), mentre dal 9 settembre[16] al 24 dicembre 2023[17] da Augusto Minzolini[18][19], affiancato da Safiria Leccese[20] dal 16[21] al 24 settembre 2023[22] e sostituito da Alessandra Viero il 18 novembre 2023.
- Stasera Italia - News, spin-off di Stasera Italia andato in onda su Rete 4 e in simulcast su TGcom24 in access prime time dall'8 giugno 2020 al 10 settembre 2021, come sostituto di Stasera Italia - Estate[N 25] e del programma principale[N 26], condotto da Veronica Gentili (dall'8 giugno all'11 settembre, dal 22 al 31 dicembre 2020, dal 4 al 6 marzo e dal 21 giugno al 10 settembre 2021) e da Barbara Palombelli (solamente il 2 e il 3 marzo 2021).

## Parodie
Dalla stagione televisiva 2020-2021 del programma di Rai 2 Quelli che il calcio è presente una parodia in versione telenovela del programma dal titolo Fazenda Italia, dove gli attori protagonisti sono i politici. Un'altra parodia dal titolo Stanotte Italia è stata presente nel 2021 nel programma di Rai 3 Titolo V con l'imitazione di Barbara Palombelli da parte di Gabriella Germani.